# Kiwi vàng
Kiwi vàng (tên thương mại: Kiwi Gold) là một loại quả Kiwi được phát triển bởi công ty Zespri International Ltd. Kiwi vàng là một loài khác (Actinidia chinensis), nhưng cùng chi với loại màu xanh (Actinidia deliciosa).

## Lịch sử
Năm 1977, các nhà nông học New Zealand từ Zespri đã vận chuyển  A. chinensis từ Trung Quốc đến Vịnh Plenty ở New Zealand, nơi mà quả Kiwi xanh đã được trồng trong nhiều năm. Sau quá trình chọn lọc, năm 1992, nó đã thu được dòng có cùi vàng, ngọt. Nó được đặt tên là Hort-16A.

### Thương mại
Năm 1998, Zespri giới thiệu Kiwi vàng tại thị trường Nhật Bản và năm 2000 tại châu Âu.

## Đặc trưng
Xét về đặc tính cảm quan, quả kiwi vàng có kết cấu ít cứng hơn, vỏ mịn hơn, mịn hơn và ít sần sùi hơn quả kiwi xanh. Kiwi vàng có màu hơi vàng và ngọt hơn.
Về kích thước và trọng lượng, nó không cho thấy sự khác biệt đáng kể (dài từ 5 đến 8 cm).

## Trong ngành nông học
Việc trồng giống màu vàng ít phổ biến hơn một phần do tính nhạy cảm cao với vi khuẩn, đặc biệt là canker (còn được gọi là PSA (Pseudomonas syringae pv. actinidiae)). Giống Kiwi vàng đầu tiên, Hort16A, được bán trên thị trường quốc tế với tên gọi ZespriGold, bị thiệt hại đáng kể ở New Zealand từ năm 2010 đến 2013 do sự bùng phát PSA. Vào năm 2012, gần một nửa số quả Kiwi vàng của New Zealand đã bị thất thu, vì vậy, Zespri đã phát triển một giống mới, SunGold. Một giống mới có tên là Zesy002 đã được phát hiện có khả năng kháng PSA.

### Các giống quả
Một số giống kiwi vàng là:
- AC1536 hoặc Dori, một họ hàng của Dori Europe do Consorzio Dori Europe phát triển, có năng suất cao, màu vàng đậm và rất sớm
- A-19 hoặc Enza Gold, giống gần giống nhất với quả kiwi xanh, cả về độ chua và hình thức bên ngoài
- Hort16A hoặc Zespri Gold, giống kiwi vàng đầu tiên
- JB Gold hoặc Kiwi Kiss, năng suất cao và lớn
- Jintao hoặc Jin Gold, năng suất cao, nhỏ hơn Hort16A và có nguồn gốc từ Trung Quốc
- Soreli, năng suất cao, có nguồn gốc từ Ý
- SunGold, họ hàng của Zespri Gold do Zespri phát triển